# Bubanza (provins)

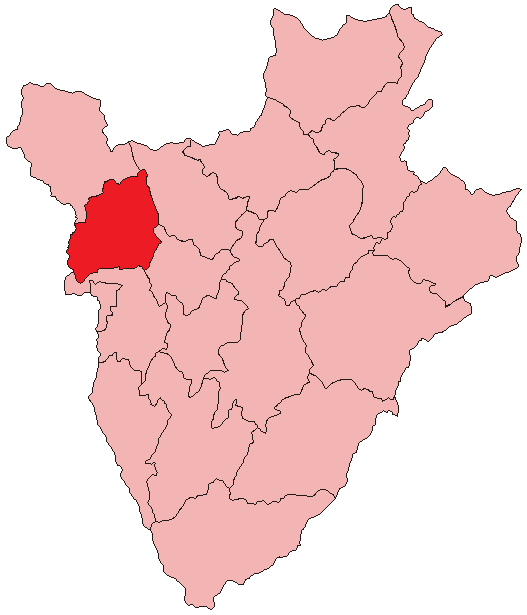
Bubanzas placering i Burundi.

Bubanza är en av Burundis 18 provinser. Huvudorten är Bubanza. Provinsen har en yta på 1 089,04 km² och 338 023 invånare (folkräkningen 2008). Bland näringar märks odling av ris och bomull samt djurskötsel.